# Затор

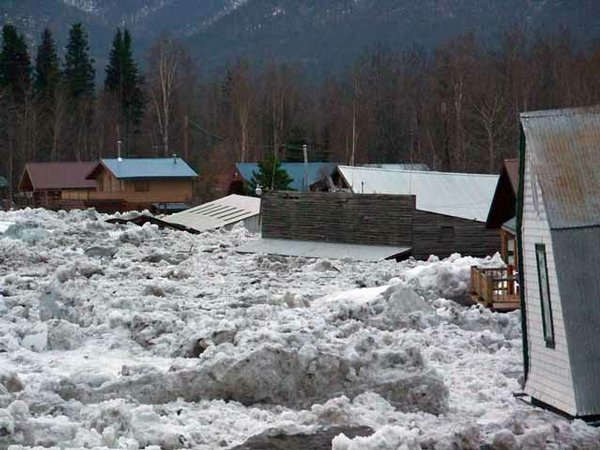
Наводнение вследствие затора на Юконе.

Зато́р — скопление  льдин  в  русле  реки  во  время ледохода,  вызывающее  стеснение  водного течения и  связанный  с  этим  подъём уровня воды.
Заторы обычно возникают в сужениях и излучинах рек, на отмелях и в других местах, где проход льдин затруднён.
Вследствие заторов уровень воды повышается, вызывая иногда наводнения. Обычно большие заторы наблюдаются весной на крупных реках, текущих с юга на север.
Подпор уровня воды в реках вследствие забивания живого сечения шугой называется зажором.
Для борьбы с заторами используют: зачернение поверхности льда, разрушение ледового покрова ледоколами, ледорезными машинами или при помощи взрывов, бомбардировка затора авиацией, использование сжатого воздуха